# Vladimir Godzhiyev
Vladimir Andréyevich Godzhiyev –en ruso,  Владимир Андреевич Годжиев– (20 de julio de 1940-21 de diciembre de 1981) fue un deportista soviético que compitió en esgrima, especialista en la modalidad de espada. Ganó una medalla de plata en el Campeonato Mundial de Esgrima de 1966 en la prueba por equipos.

## Palmarés internacional
| Campeonato Mundial | Campeonato Mundial | Campeonato Mundial | Campeonato Mundial |
| Año                | Lugar              | Medalla            | Prueba             |
| ------------------ | ------------------ | ------------------ | ------------------ |
| 1966               | Moscú (URSS)       | Medalla de plata   | Espada por equipos |